# مایکروسافت فرانت‌پیج
مایکروسافت فرانت‌پیج (به انگلیسی: Microsoft Front Page) یک نرم‌افزار ویرایشگر اچ‌تی‌ام‌ال و ویزیویگ از مایکروسافت برای سیستم عامل ویندوز بود که طی سال‌های ۱۹۹۷ تا ۲۰۰۳ همراه مجموعه آفیس عرضه می‌شد. پس از پایان توسعه فرانت‌پیج مایکروسافت اکسپرشن وب و شیرپوینت دیزاینر جایگزینش شدند.

## تاریخچه
فرانت پیج در ابتدا توسط شرکتی به نام Vermer Technologies ساخته شد در ژانویه ۱۹۹۶ این شرکت توسط مایکروسافت خریداری شد تا فرانت پیج به مجموعه محصولات مایکروسافت افزوده شود.